# (2566) Киргизия
(2566) Киргизия (кирг. Кыргызстан) — астероид из группы главного пояса, который принадлежит к спектральному классу V. Был открыт 29 марта 1979 года советским астрономом Николаем Черных в Крымской обсерватории и назван в честь государства Киргизия, на востоке Средней Азии. 

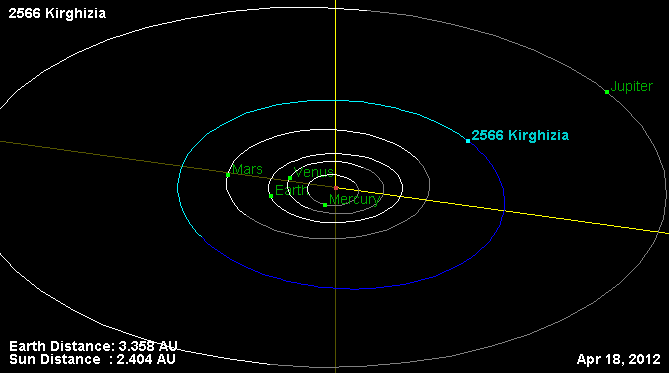
Орбита астероида Киргизия и его положение в Солнечной системе